# Venus imperial

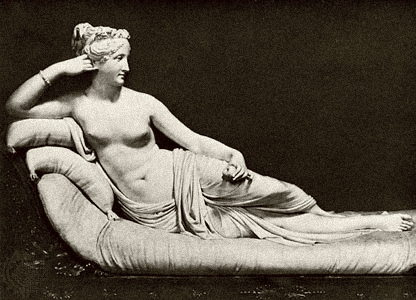
Venus Victoriosa. Pauline Bonaparte esculpida per Antonio Canova (ca 1805-1808) a Villa Borghese (Roma)

 Venus imperial (títol original en italià: Venere imperiale; en francès: Vénus impériale) és una pel·lícula franco-italiana dirigida per Jean Delannoy i estrenada el 1963. Ha estat doblada al català.

## Argument
Els amors i la vida novel·lada de Pauline Bonaparte, germana preferida de Napoleó. Després que les seves primeres esposalles han estat trencades pel seu germà per raons polítiques, s'enamora del cap d'esquadró Jules de Canouville que ha conegut a Itàlia. Però, sempre per raons estratègiques, Napoleó li demana que es casi amb el general Leclerc. Quan mor aquest de la febre groga a Santo Domingo, Pauline entra a França i el seu germà organitza encara el seu matrimoni amb el príncep Borghese que no estimarà mai. Coneix Jules de Canouville, potser el seu únic verdader gran amor, però és mort en la campanya de Rússia i Pauline serà exiliada amb el seu germà.

## Repartiment
- Gina Lollobrigida: Paulina Bonaparte
- Raymond Pellegrin: Napoleó Bonaparte
- Stephen Boyd: Jules de Canouville
- Micheline Presle: Josefina de Beauharnais
- Massimo Girotti: General Leclerc
- Gabriele Ferzetti: Louis-Marie-Stanislas Fréron
- Giulio Bosetti: Camillo Borghese
- Gianni Santuccio: l'escultor Antonio Canova
- Elsa Albani: la pianista
- Aldo Berti: el moribund a l'expedició de Santo Domingo
- Andrea Bosic: Del Val
- Lilla Brignone: Maria Letizia Ramolino (Letizia Bonaparte)
- Edith Peters: la dona del general Thomas
- Nando Tamberlani: el pontifex
- Ernesto Calindri: l'abat Fesch
- Claudio Catania: Jérôme Bonaparte
- Andrea Checchi: El Doctor
- Liana Del Balzo: la príncesa Borghese
- Giustino Durano: El Doctor Bousqué

## Premis i nominacions

### Premis
- David di Donatello 1963: Premi a la millor actriu per Gina Lollobrigida, ex æquo amb Silvana Mangano per Il processo di Verona (1963).[3][4]
- Ruban d'argent del Sindicat nacional dels periodistes cinematogràfics italians 1963: Ruban d'argent a la millor actriu a Gina Lollobrigida.

### Nominacions
- Ruban d'argent del Sindicat nacional dels periodistes cinematogràfics italians 1963:
  - Gábor Pogány nominada pel Ruban d'argent a la millor fotografia en color.
  - Giancarlo Bartolini Salimbeni nominada pel Ruban d'argent al millor vestuari.